# Ludvig Schrøder
Ludvig Peter Schrøder (født 19. januar 1836 på Christianssæde, Maribo, død 8. februar 1908 i Askov) var i 1862-1864 forstander for Rødding Højskole. Efter tabet af Sønderjylland i krigen 1864 blev han forstander for Askov Højskole, hvor han virkede en menneskealder.
Han var bror til Johannes E. Schrøder og far til Ingeborg Appel og Frederik Schrøder.
1892 blev han Ridder af Dannebrog og 1906 titulær professor.
Ludvig Schrøder er begravet ved Askov Kirke.
- Mindesten på Askov Højskoles plæne
- Gravsten på Askov Kirkegård
- Mindesten i Skibelund Krat
- Mindestenens bagside: Dag og Daad er Kæmperim